# Marouflage

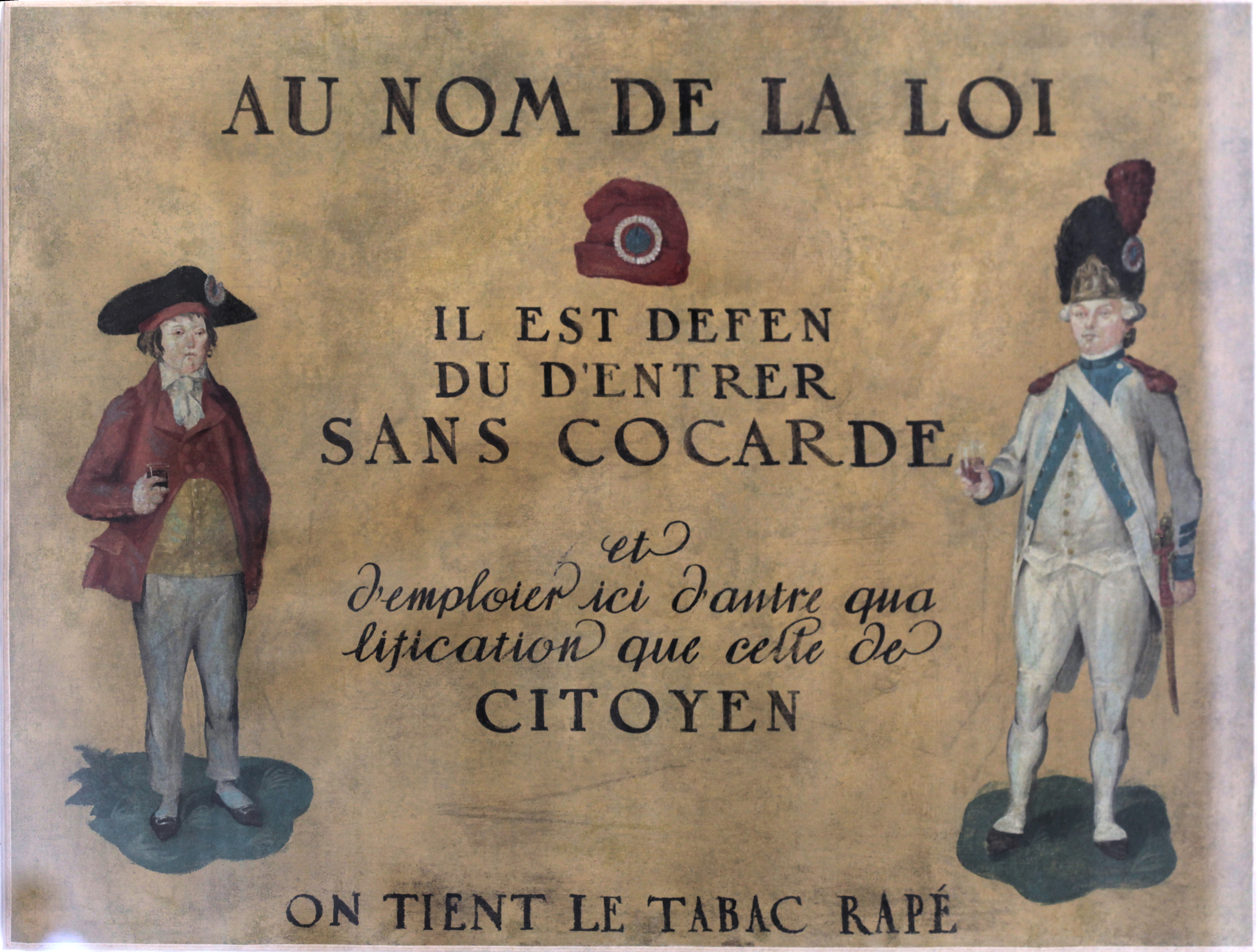
Cartel proveniente de un local parisino, óleo sobre lienzo, marouflage sobre cartón. Colección del Museo de la Revolución francesa.

El marouflage es una técnica usada para fijar una superficie ligera (papel o lienzo) sobre un soporte más sólido y rígido (lienzo, tabla de madera, muro). Recibe el nombre de la cola resistente empleada en el procedimiento, en francés llamada 'maroufle'.
Esta técnica milenaria está empleada frecuentemente en pintura y en la restauración artística; por ejemplo, en el siglo XIX el marouflage fue usado en Francia para despegar los frescos del muro y conservarlos sobre otro soporte (el despegue a veces ha causado graves daños y por esto ha caído en desuso). Se encuentra también en el arte oriental.
En la historia de la aviación, fue empleada también inicialmente para la construcción de aeronaves y se la encuentra todavía adoptada para la fabricación de maquetas y miniaturas.

## Otros proyectos
- Wikimedia Commons alberga una galería multimedia sobre Marouflage.